# Chris Anstey
Pour les articles homonymes, voir Anstey.
Christopher John Anstey, dit Chris Anstey (né le 1er janvier 1975 à Melbourne) est un ancien joueur australien de basket-ball. Il mesure 2,13 m et jouait au poste de pivot.

## Carrière
Chris Anstey débute dans le basket-ball relativement tard, à l'âge de 17 ans. Il est alors promis à une carrière de tennisman, étant classé 2e de sa catégorie d'âge chez les moins de 15 ans. En 1994, il rejoint les Melbourne Tigers aux côtés d'Andrew Gaze, de Lindsay Gaze, de Lanard Copeland et de Stephen Hoare. Il rejoint ensuite le South East Melbourne Magic de 1995 à 1997.
Anstey est sélectionné au 18e rang de la draft 1997 par les Trail Blazers de Portland. Ses droits sont transférés des Blazers aux Mavericks de Dallas contre les droits de Kelvin Cato en juin 1997. Lors de son année rookie (1997–1998), il inscrit 5,9 points et capte 3,8 rebonds par match. La saison suivante, ses statistiques passent à 3,3 points et 2,4 rebonds. Il est transféré par les Mavs aux Bulls de Chicago contre un second tour de draft 2000 en septembre 1999.  Pour sa dernière saison NBA avec les Bulls, ses statistiques sont de 6,0 points et 3,8 rebonds en 1999-2000.
Chris Anstey retourne en NBL avec les Victoria Titans lors de la saison 2001-2002.  En 2003, Anstey rejoint le club russe d'Ural Great Perm. En 2004, il signe avec UNICS Kazan. Il revient dans son pays natal et son équipe d'origine des Melbourne Tigers en 2006. Il termine meilleur contreur de la ligue de 2006 à 2009, meilleur rebondeur en 2008 et 2009, MVP en 2006 et 2008 et meilleur défenseur en 2008. Il met un terme à sa carrière en 2010.

## Vie personnelle
Marié à la nageuse olympique australienne Linley Frame, il a une fille, Isobel, également basketteuse et qui dispute en 2019 le championnat du monde U19 avec l'Australie, défaite en finale après prolongation par les Américaines malgré 16 points, 12 rebonds, 4 contres et 3 passes décisives d'Anstey,.